# 小花藤
小花藤（学名：Micrechites polyanthus），为夹竹桃科小花藤属下的一个植物种。